# Bílý a černý v šachu
V šachu se začínající hráč označuje jako bílý a druhý hráč jako černý. Hráči se střídají po tahu. Pojmenování vzniklo po kontrastní barvě figur a šachovnice. Barvy figur často nejsou přímo bílé a černé (kupříkladu bílé figury jsou často světle hnědé), jako bílý se tedy označuje ta světlejší barva a jako černý ta tmavší. Pole šachovnice však většinou barevně odpovídají.